# UCS-2
UCS-2 (ang. Universal Character Set 2 [bytes]) – zdefiniowane w ISO 10646 16-bitowe kodowanie znaków Unicode. Wszystkie znaki zapisywane są za pomocą 2 bajtów. Kodowanie to pozwala na zapisanie tylko 65536 początkowych znaków Unikodu.
Rozszerzeniem tego kodowania jest UTF-16.